# Prinz-Philip-Bewegung

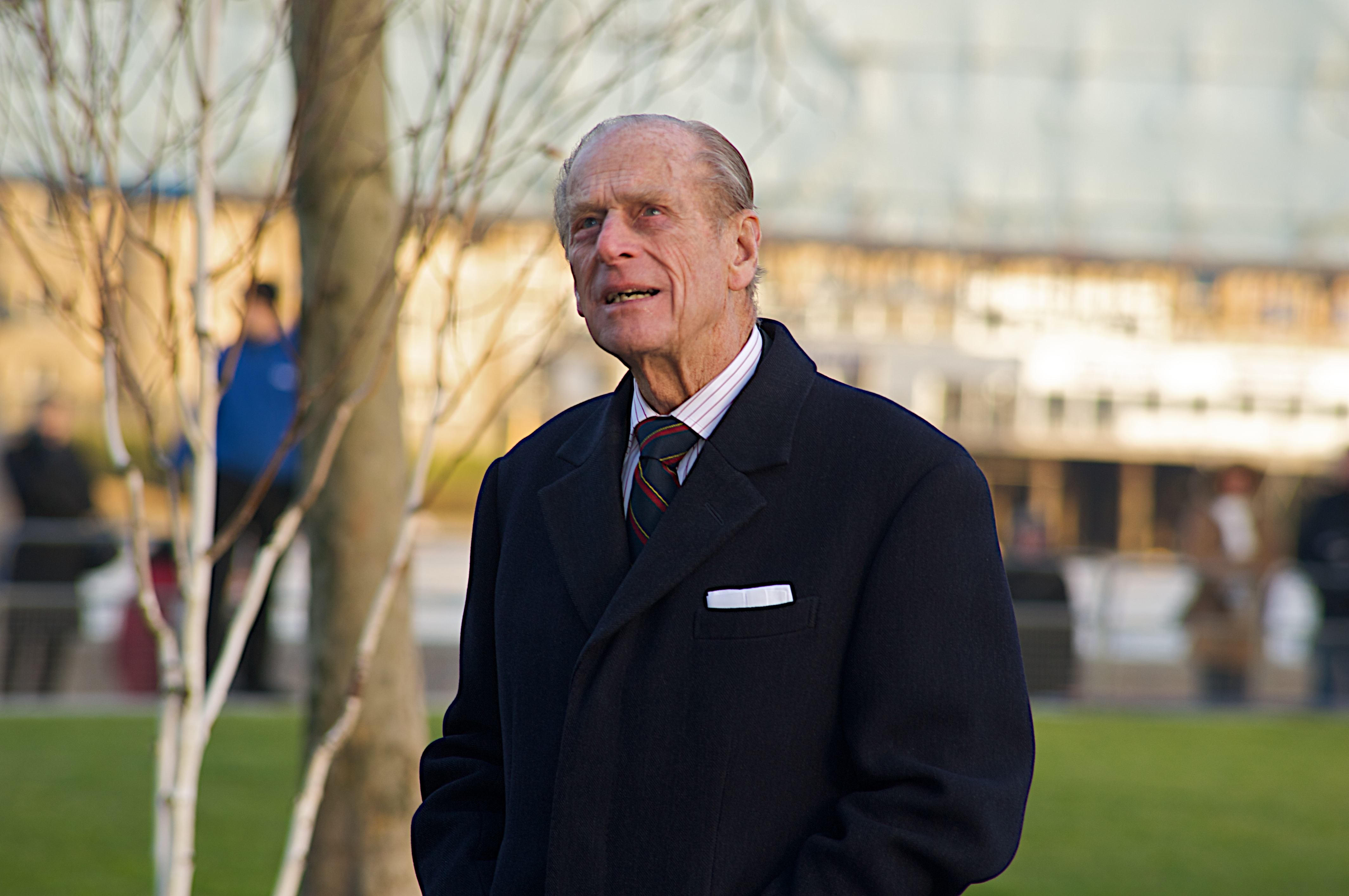
Prinz Philip, 2008

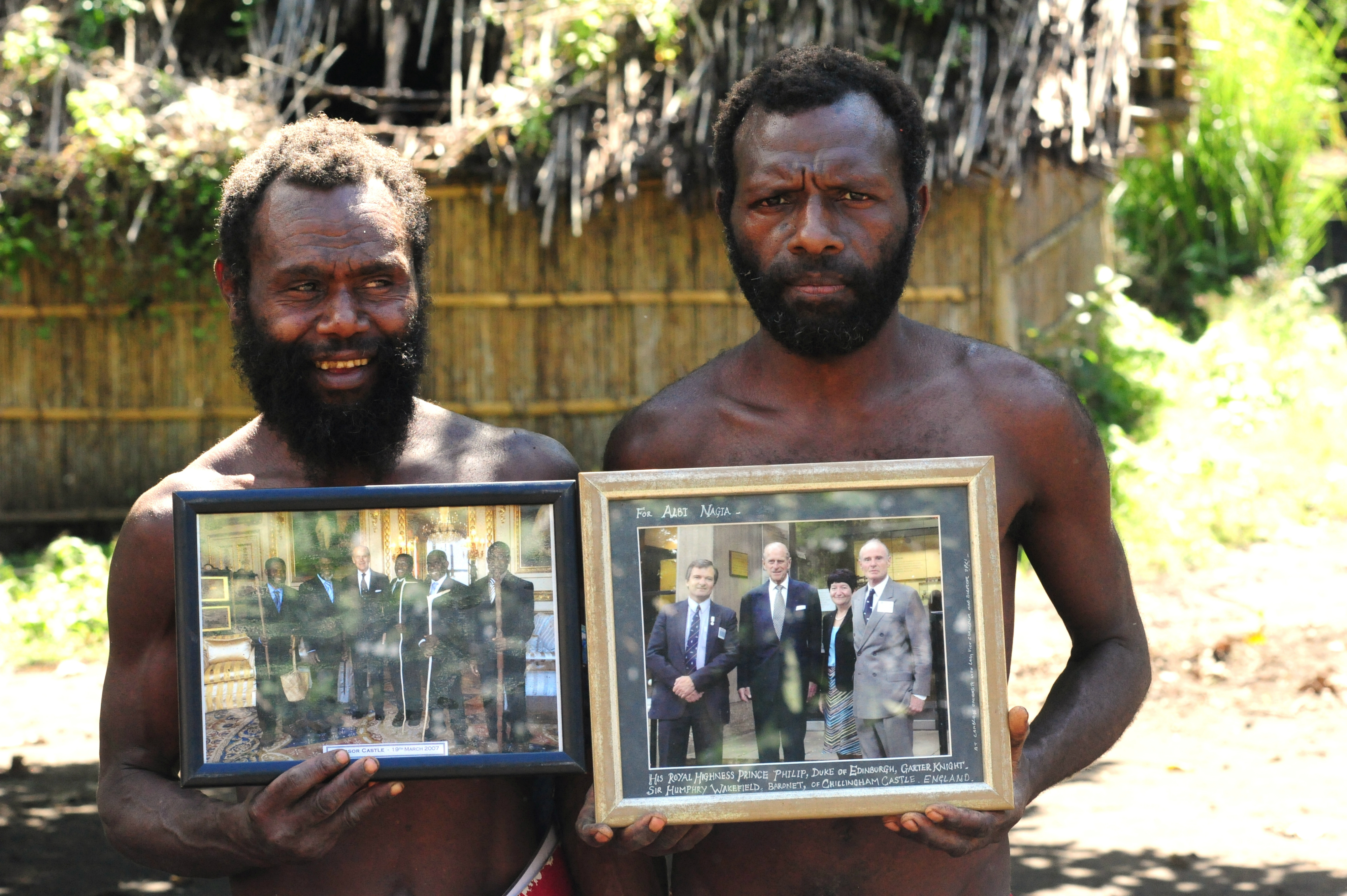
Anhänger der Bewegung mit Prinz-Philip-Bildern

Die Prinz-Philip-Bewegung (französisch Mouvement du prince Philip, englisch Prince Philip Movement) ist ein Cargo-Kult, der von der Bevölkerung des Dorfes Yaohnanen auf der zu Vanuatu gehörenden Insel Tanna betrieben wird.
Der Kult verehrt Prinz Philip (1921–2021), den Prinzgemahl der ehemaligen britischen Königin Elisabeth II., als eine Gottheit.

## Geschichte der Bewegung
Die Ursprünge der Prinz-Philip-Bewegung liegen in den ersten Aufeinandertreffen der melanesischen Bevölkerung mit europäischen Siedlern, denen als Vertreter einer anderen Kultur übersinnliche Kräfte nachgesagt wurden (siehe auch: Mythos von Mansren). Die Begegnung mit den Siedlern führte zu einer Vermischung alter Mythen über hellhäutige Naturgeister mit den neuen Erfahrungen. So verbreitete sich während der Stationierung von US-Soldaten während des Zweiten Weltkriegs auf der Insel Tanna die John-Frum-Bewegung. Diesem Kult zufolge soll es sich bei dem Amerikaner namens „John Frum“ um den Sohn des Berggeistes Karapanemum handeln, der nach Tanna zurückgekehrt sei, um sein Volk in eine bessere Zukunft zu führen.
In den späten 1950er Jahren oder den frühen 1960er Jahren entwickelte sich, ausgehend von der John-Frum-Bewegung, eine zweite Bewegung, die den britischen Prinzgemahl in den Mittelpunkt rückte. Die im Süden Tannas ansässigen Yaohnanen glauben, dass Prinz Philip in Wirklichkeit der Bruder von John Frum sei. Ihren Mythen zufolge habe einst der Sohn des Berggeistes Tanna verlassen, um jenseits des Meeres eine mächtige Frau zu ehelichen. Nach Kontakten mit den britischen Kolonialherren kamen die Yaohnanen zu der Überzeugung, dass diese Frau Elisabeth II. sein müsse, weshalb sie in Prinz Philip den lange zurückerwarteten Geist sahen. Dieser Glaube verstärkte sich 1974, als das Königspaar Vanuatu besuchte. Jack Naiva, der Häuptling des rund 400 Mitglieder umfassenden Stamms der Yaohnanen, zählte zu den Einheimischen, die in Einbäumen die königliche Yacht Britannia begrüßten und dabei Prinz Philip in seiner weißen Marineuniform zu Gesicht bekamen.
1978 informierte der Resident Commissioner, der höchste Repräsentant des Vereinigten Königreiches im Kondominium der Neuen Hebriden, Prinz Philip über die Existenz des Kults und übermittelte die Bitte der Yaohnanen, ihnen ein Foto des Prinzen zuzusenden. Prinz Philip folgte der Bitte und schickte eine signierte Fotografie sowie mehrere Tonpfeifen als Geschenke. Als Dank übersandten die Anhänger der Prinz-Philip-Bewegung ihrem Gott eine traditionelle Waffe, eine Nal-Nal-Keule, die zur Schweinejagd verwendet wird. Prinz Philip bedankte sich wiederum 1980 für dieses Geschenk mit einer Fotografie, auf der er die Waffe in seinen Händen hält. Diese Fotografie entstand ausschließlich für die Anhänger der Bewegung und wurde nie offiziell vom Buckingham Palace veröffentlicht. Ein weiteres Foto wurde den Yaohnanen im Jahr 2000 zugesandt.

## Wahrnehmung in Europa
Einer breiteren Öffentlichkeit wurde dieser Kult um 2006 herum bekannt, als verschiedene britische Zeitungen über die Prinz-Philip-Bewegung berichteten. Im Frühjahr 2007 wurden schließlich im Rahmen einer Fernsehdokumentation fünf Stammesangehörige von Tanna bei ihrem Besuch in Großbritannien porträtiert. Neben ihrer Konfrontation mit der westlichen Alltagswelt stand auch ein von den Melanesiern freudig erwartetes Treffen mit Prinz Philip auf dem Besuchsprogramm. Es kam tatsächlich abseits der Fernsehkamera zu einer Begegnung von Prinz Philip mit seinen Anhängern; bei dieser Gelegenheit entstanden neue Fotos. Die vom britischen Sender Channel 4 produzierte Dokumentation Meet the Natives wurde im deutschsprachigen Raum im Sommer 2009 unter dem Titel Besuch aus der Südsee ausgestrahlt.

## Reaktion auf den Tod Prinz Philips
Im April 2021 trauerte die Bewegung um Prinz Philip. Village Chief Albi sagte, dass es ihm „schrecklich, schrecklich leid“ tue, dass Prinz Philip gestorben sei. Stammesführer Chief Yapa sandte sein Beileid an die königliche Familie und das Volk von Großbritannien. Die Unionsflagge wurde auf halbmast auf dem Gelände des Nakamals (ein traditioneller Versammlungsplatz) gehisst. Eine formelle Trauerzeit wurde ausgerufen und viele Stammesangehörige versammelten sich am 12. April zu einer Zeremonie, um des Prinzen zu gedenken, wobei die Männer abwechselnd sprachen und ihm Tribut zollten. In den nächsten Wochen trafen sich die Dorfbewohner in regelmäßigen Abständen, um Riten für ihn durchzuführen, den sie als „wiedergeborenen Nachkommen eines sehr mächtigen Geistes oder Gottes, der auf einem ihrer Berge lebt“ sehen. Sie führten rituelle Tänze auf, veranstalteten eine Prozession und stellten Erinnerungsstücke an den Prinzen aus, während die Männer Kava tranken, ein zeremonielles Getränk, das aus den Wurzeln der Kava-Pflanze hergestellt wird. Die Trauerzeit gipfelte in einer „bedeutenden Versammlung“, bei der sehr viele Yams und Kava-Pflanzen ausgestellt wurden. Auch zahlreiche Schweine wurden für die Zeremonie geschlachtet. In Bezug auf die Königin sagte Häuptling Jack Malia, dass sie, obwohl der Prinz tot ist, immer noch eine Verbindung zur „Mutter“ der königlichen Familie haben. Viele der Stammesangehörigen glauben, dass, während sein Körper ruht, die Seele des Prinzen zu „seiner spirituellen Heimat, der Insel Tanna“ zurückkehren wird.
Kirk Huffman, ein Anthropologe, der mit der Gruppe vertraut ist, sagte, dass die Gruppe nach ihrer Trauerzeit wahrscheinlich ihre Verehrung auf Prinz Charles übertragen werde, der 2018 Vanuatu besucht und sich mit einigen der Stammesführer getroffen hatte.